# Каховська вулиця (Житомир)
Каховська вулиця — вулиця в Богунському районі міста Житомира.

## Характеристики
Знаходиться на Мальованці. Бере початок з Барашівської вулиці. Прямує на південний захід. Завершується перехрестям з Шумським провулком на відстані 1,20 км від свого початку. Має перехрестя з вулицями: Радивілівською, Героїв Пожежників, Західною, Олени Теліги та Денишівською, провулком Евеліни Ганської. Від вулиці бере початок 4-й Західний провулок.

## Історія
Вулиця виникла у другій половині ХІХ століття. До кінця ХІХ століття сформувалася між вулицями Радивілівською та Західною., де траса вулиці розвивалася відповідно до запроєктованої конфігурації генеральними планами міста середини ХІХ століття, якими передбачалася радіально-кільцева структура вулиць. Після Першої світової війни прорізана до Барашівської вулиці.
Історична назва вулиці — Захарівська. З 1937 по 1956 роки мала назву Костанаєва. З 1956 року чинна назва.
Садибна забудова вулиці формувалася упродовж початку — середини XX століття. До кінця 1960-х років забудова сформувалася між вулицями Західною та Олени Теліги.